# Henry Hunt
Henry Hunt, noto anche con lo pseudonimo di Orator Hunt (Upavon, 6 novembre 1773 – Alresford, 15 febbraio 1835), è stato un politico e pubblicista inglese.

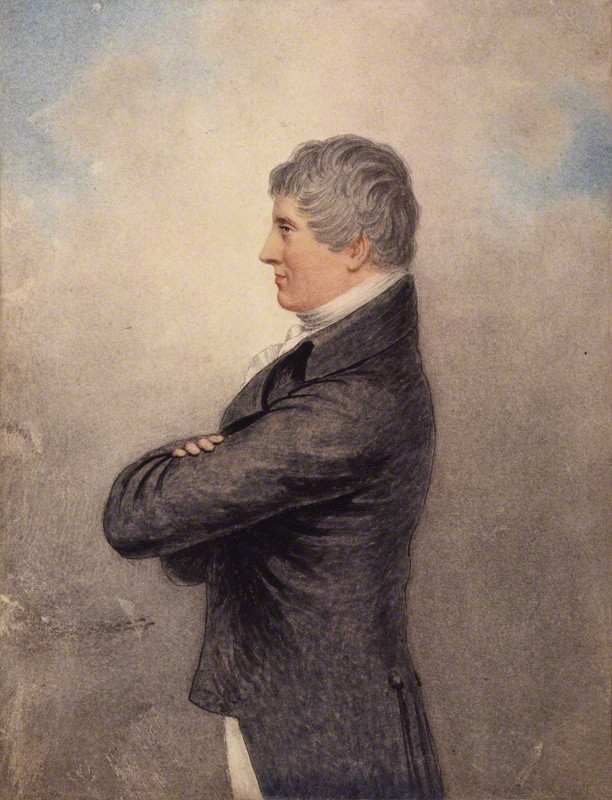
Ritratto (circa 1810) di Henry Hunt (1773–1835), realizzato da Adam Buck (1759–1833).

Sostenitore del suffragio universale e dell'elezione annuale del Parlamento è soprattutto ricordato in riferimento al Massacro di Peterloo.

## Biografia
Fu un acceso sostenitore della riforma elettorale in Gran Bretagna, per l'eliminazione dei Rotten boroughs, per l'introduzione del suffragio universale maschile e per il rinnovo annuale del Parlamento. Per la sua oratoria trascinatrice meritò il soprannome di Orator. 
Il 16 agosto 1819 presiedette una adunata di circa 80.000 persone a St. Peter’s Fields (Manchester) per la riforma parlamentare. Nonostante la dimostrazione fosse pacifica, venne sciolta con la forza dall'esercito. 15 dimostranti rimasero uccisi, 500 feriti, tra cui lo stesso Hunt. L'episodio è passato alla storia come Massacro di Peterloo.
Nel 1820 venne arrestato e condannato a due anni di reclusione per le sue idee politiche. In carcere scrisse un saggio sulle condizioni di vita nella prigione di Ilchester, intitolato  A Peep into Prison. Dopo il rilascio proseguì nell'agitazione per la riforma e nel 1830 venne eletto in Parlamento. Nel 1832 il Reform act eliminò alcune delle storture più gravi del sistema elettorale e aumentò il numero degli elettori (senza eliminare tuttavia il criterio censitario). Paradossalmente, Hunt non venne rieletto a causa delle nuove regole elettorali.

## Nella finzione cinematografica
Nel film Peterloo (2018) di Mike Leigh viene messo in rilievo il ruolo di Hunt, interpretato da Rory Kinnear.